# Robert Kaliňák
Robert Kaliňák (Bratislava, 11 maggio 1971) è un politico slovacco.

## Biografia
È nato l'11 maggio 1971 a Bratislava, parte dell'allora Cecoslovacchia, da padre marinaio, originario di Svidník, e madre insegnante, di etnia bulgara. Dopo essersi diplomato in un istituto tecnico si è iscritto nel 1989 presso la Facoltà di Giurisprudenza dell'Università Comenio, laureandosi nel 1995.
Fa parte del partito Direzione - Socialdemocrazia (SMER), fondato da Robert Fico, inizialmente presentato come formazione politica di centro, ma successivamente approdato a posizioni più di sinistra.
Dal 4 luglio 2006 all'8 luglio 2010 è stato ministro dell'interno del Governo Fico I.
Dal 4 aprile 2012 al 12 marzo 2018 è stato nuovamente nominato ministro dell'interno nel Governo Fico II. Si è dimesso in seguito alle proteste di piazza, conseguenti all'omicidio del giornalista slovacco Ján Kuciak con la sua compagna, ucciso mentre stava compiendo una serie di indagini riguardanti casi di corruzione e truffe intorno ai fondi strutturali dell’Unione Europea, per il sito di notizie slovacco Aktuality.  Kuciak aveva sostenuto nel suo ultimo scritto, pubblicato postumo, l'esistenza di rapporti tra la 'Ndrangheta calabrese e alcuni membri del Governo Fico, poi dimessisi.
Dal 25 settembre 2023 è primo vicepresidente del Governo Fico IV e ministro della difesa.